# Lista planetelor minore: 298001–299000
Aceasta este lista planetelor minore cu numerele 298001–299000.

## 298001–298100
| Denumire | Denumire provizorie | Data descoperirii  | Locul descoperirii | Descoperitor(i)     |
| -------- | ------------------- | ------------------ | ------------------ | ------------------- |
| 298001 – | 2002 NQ75           | 4 martie 2005*     | Socorro            | LINEAR              |
| 298002 – | 2002 OT4            | 16 iulie 2002      | Haleakala          | NEAT                |
| 298005 – | 2002 OU27           | 19 iulie 2002      | Palomar            | NEAT                |
| 298009 – | 2002 OR35           | 17 noiembrie 2007* | Catalina           | CSS                 |
| 298028 – | 2002 PG119          | 13 august 2002     | Anderson Mesa      | LONEOS              |
| 298033 – | 2002 PC152          | 10 august 2002     | Cerro Tololo       | M. W. Buie          |
| 298034 – | 2002 PR156          | 8 august 2002      | Palomar            | S. F. Hönig         |
| 298044 – | 2002 PS197          | 7 octombrie 2007*  | Mount Lemmon       | Mount Lemmon Survey |
| 298051 – | 2002 QD37           | 30 august 2002     | Kitt Peak          | Spacewatch          |
| 298053 – | 2002 QW48           | 20 august 2002     | Palomar            | R. Matson           |

## 298101–298200
| Denumire | Denumire provizorie | Data descoperirii | Locul descoperirii | Descoperitor(i) |
| -------- | ------------------- | ----------------- | ------------------ | --------------- |
| 298161 – | 2002 TP62           | 3 octombrie 2002  | Campo Imperatore   | CINEOS          |
| 298162 – | 2002 TO67           | 6 octombrie 2002  | Uccle              | T. Pauwels      |

## 298201–298300
| Denumire | Denumire provizorie | Data descoperirii | Locul descoperirii | Descoperitor(i) |
| -------- | ------------------- | ----------------- | ------------------ | --------------- |
| 298207 – | 2002 TT311          | 4 octombrie 2002  | Apache Point       | SDSS            |
| 298227 – | 2002 UO46           | 31 octombrie 2002 | Needville          | Needville       |
| 298268 – | 2002 XG             | 1 decembrie 2002  | Emerald Lane       | L. Ball         |
| 298279 – | 2002 XV66           | 10 decembrie 2002 | Desert Eagle       | W. K. Y. Yeung  |

## 298301–298400
| Denumire | Denumire provizorie | Data descoperirii | Locul descoperirii | Descoperitor(i)    |
| -------- | ------------------- | ----------------- | ------------------ | ------------------ |
| 298349 – | 2003 JW10           | 4 mai 2003        | Kleť               | J. Tichá, M. Tichý |
| 298357 – | 2003 OL32           | 29 iulie 2003     | Mauna Kea          | Y. Torres          |
| 298364 – | 2003 QM89           | 26 august 2003    | Črni Vrh           | Črni Vrh           |

## 298401–298500
| Denumire | Denumire provizorie | Data descoperirii | Locul descoperirii | Descoperitor(i) |
| -------- | ------------------- | ----------------- | ------------------ | --------------- |
| 298425 – | 2003 TU             | 3 octombrie 2003  | Kingsnake          | J. V. McClusky  |
| 298439 – | 2003 UB24           | 23 octombrie 2003 | Junk Bond          | Junk Bond       |
| 298447 – | 2003 UE56           | 19 octombrie 2003 | Goodricke-Pigott   | R. A. Tucker    |

## 298601–298700
| Denumire | Denumire provizorie | Data descoperirii | Locul descoperirii | Descoperitor(i) |
| -------- | ------------------- | ----------------- | ------------------ | --------------- |
| 298635 – | 2004 BM41           | 23 ianuarie 2004  | Wrightwood         | J. W. Young     |

## 298701–298800
| Denumire | Denumire provizorie | Data descoperirii | Locul descoperirii | Descoperitor(i)             |
| -------- | ------------------- | ----------------- | ------------------ | --------------------------- |
| 298739 – | 2004 GH41           | 12 aprilie 2004   | Siding Spring      | SSS                         |
| 298762 – | 2004 HT77           | 26 aprilie 2004   | Mauna Kea          | P. A. Wiegert               |
| 298774 – | 2004 PH1            | 6 august 2004     | Reedy Creek        | J. Broughton                |
| 298799 – | 2004 QC19           | 22 august 2004    | Kvistaberg         | Uppsala-DLR Asteroid Survey |

## 298801–298900
| Denumire               | Denumire provizorie | Data descoperirii  | Locul descoperirii | Descoperitor(i) |
| ---------------------- | ------------------- | ------------------ | ------------------ | --------------- |
| 298803 –               | 2004 RJ8            | 6 septembrie 2004  | Altschwendt        | W. Ries         |
| 298834 –               | 2004 RT164          | 13 septembrie 2004 | Eskridge           | G. Hug          |
| 298860 –               | 2004 RP287          | 15 septembrie 2004 | 7300 Observatory   | W. K. Y. Yeung  |
| 298877 Michaelreynolds | 2004 SY26           | 23 septembrie 2004 | Jarnac             | Jarnac          |

## 298901–299000
| Denumire | Denumire provizorie | Data descoperirii | Locul descoperirii | Descoperitor(i) |
| -------- | ------------------- | ----------------- | ------------------ | --------------- |
| 298963 – | 2004 VM15           | 5 noiembrie 2004  | Modra              | A. Galád        |